# スピカ
スピカ (Spica, α Virginis: α Vir) はおとめ座α星（おとめざアルファせい）とも呼ばれる、おとめ座で最も明るい星（恒星）である。全天21の1等星の1つ。春の夜に青白く輝く。

## 概要
スピカは全天で21個ある1等星のうち、見かけの等級が最も1に近い0.97で、ほぼ1.0等に相当する。
スピカを見つける簡単な方法は、北斗七星の取っ手の部分からうしかい座のアークトゥルスまでの長さを同じ分だけ伸ばした所にある。なお、この線を春の大曲線という。
スピカは秋分点の近くにある1等星であるため、しばしば歳差運動の観測に利用されてきた。古代ギリシャの天文学者ヒッパルコスはスピカの位置を観測することで初めて分点の歳差運動を発見した。テーベの神殿は紀元前3200年頃に建てられた時、スピカの方向を向いていた。時代を経るにつれてその歳差運動により、神殿の建設された頃の方位からスピカの方向が異なっていったのである。のちの時代の天文学者コペルニクスも、歳差運動の研究のために、手製の視差定規でスピカを何度も観測している。

## 連星系
共にB型のスペクトルを持つ1.3等の主星Aaと4.5等の伴星Abからなる連星系である。主星はケフェウス座β型変光星で、0.17日の周期で0.015等変光している。また、主星と伴星は0.12auしか離れていないため、互いの潮汐力によって形状が楕円体型に歪み、地球からの見かけの大きさが変わることで変光して見える楕円体状変光星となっている。
加えて、月による掩蔽の際の観測により、さらに3つの伴星があるものと考えられている。WDSによると、Aa+Abから0.5秒離れて7.5等星のAc、152秒離れて12.0等星のB、367秒離れて10.5等星のCがある（1秒は77天文単位に相当）。しかし、これらの星の固有運動が不明であるため、スピカと重力的に結合しているかは結論が出せない。

## 名称
固有名のスピカ (Spica) は、古代ローマ時代に付けられた名前で、もともとはギリシャ語名で穀物の「穂先」を意味する Σταχυς に由来する。そのため「麦穂星」と訳した例もある。原義は「尖ったもの」の意で、英語のスパイク（Spike）と同根。英語読みはスパイカに近い。2016年6月30日、国際天文学連合の恒星の固有名に関するワーキンググループは、Spica をおとめ座α星 Aa の固有名として正式に承認した。
別名のアジメク (Azimech) は、アラビア語の「السماك الأعزل al-simāk al-ʼaʽzal」から来ており、これは「守られていないsimāk」を意味するが、simāk が何かは不明である。なお、Azimechもしくは al-simāk の意味が「守られていない」だとする文献もあるが、「守られていない」を意味するのは al-ʼaʽzal の方である。
中国では「角」と呼ばれている。これは青龍のツノであり、付近の領域は二十八宿の起点となる角宿と呼ばれる。

### 「真珠星」について
元々スピカには広く知られた和名はなかった。野尻抱影は、40年以上この星の和名を探したものの、雑誌『民間伝承』に宮本常一が福井県三方郡美浜町日向（ひるが）で発見した星の名前として「シンジボシ（六月の八時頃上る。白色で小さい）」と報告したものを見つけただけに留まった。野尻はこの星をスピカと推定し、その語源を「真珠」と類推して「真珠星」という名前を考案、その後太平洋戦争末期に海軍航空隊から常用恒星の日本語の名前を付けるように依頼された際に「真珠星」の名をスピカに充てた。戦後も野尻がこの呼び名を使い続けたことにより、「日本では「真珠星」と呼ばれる」という認識が広まった。

### 「春の夫婦星」について
日本のプラネタリウムや天体観望会などでは、「日本では、アークトゥルスとスピカは「春の夫婦星」と呼ばれる」と解説されることがあるが、野尻抱影や北尾浩一による日本各地に伝わる星名の収集・調査の中では、古名としてこの名称を伝えたものは存在しない。なお、富山県八尾町（現・富山市）には、アークトゥルスを「アンサマボシ（兄）」、スピカを「アネサマボシ（姉）」と男女にたとえた伝承があった。